# Halomitra clavator
Halomitra clavator är en korallart som beskrevs av Bert W. Hoeksema 1989. Halomitra clavator ingår i släktet Halomitra och familjen Fungiidae. IUCN kategoriserar arten globalt som sårbar. Inga underarter finns listade i Catalogue of Life.